# Brachionus plicatilis
Espèce
Brachionus plicatilis est une espèce de Rotifères de la famille des Brachionidae. Elle fait l’objet de nombreuses études scientifiques en raison de sa facilité d’élevage. Elle est utilisée en pratique pour l’alimentation des larves d'animaux marins d'intérêt aquacole ou aquariophile. Elle sert également de bioindicateur dans des études d'écotoxicologie et d'écophysiologie.

## Description
L’observation de l’animal peut se faire à l’aide d’un microscope, sous faible grossissement. Un appareil rotateur formé d’une couronne ciliaire brasse le milieu environnant, attirant ainsi les micro-organismes et autres particules alimentaires vers la bouche, tout en permettant la motricité. À l’autre extrémité, un "pied" complète l’appareil locomoteur. Une cuticule souple (ou lorica) protège la partie principale du corps, où l’appareil digestif occupe une place prépondérante. L'espèce possède un dimorphisme sexuel prononcé. La lorica des femelles mesure en général entre 0,1 et 0,3 mm de long, alors que celle des mâles ne mesure qu’environ 0,06 mm. Lorsque la nourriture est abondante les femelles portent le plus souvent un ou plusieurs œufs attachés à côté du pied.

## Taxonomie

### Liste des sous-espèces
Selon Catalogue of Life (26 mars 2016) :
- sous-espèce Brachionus plicatilis colongulaciensis Koste & Shiel, 1980
- sous-espèce Brachionus plicatilis decemcornis Fadeev, 1925
- sous-espèce Brachionus plicatilis estoniana Sudzuki, 1987
- sous-espèce Brachionus plicatilis longicornis Fadeev, 1925
- sous-espèce Brachionus plicatilis murrayi Fadeev, 1925
- sous-espèce Brachionus plicatilis plicatilis Müller, 1786

### Complexe d'espèces cryptiques
Il existe plusieurs espèces très proches de B. plicatilis, ainsi que de nombreuses souches dont la classification n'est pas encore clairement établie. Parmi les espèces reconnues, on peut citer:
- Brachionus rotundiformis Tschugunoff, 1921
- Brachionus baylyi Sudzuki & Timms, 1977
- Brachionus ibericus Ciros-Peréz, Gómez & Serra, 2001
- Brachionus manjavacas Fontaneto, Giordani, Melone & Serra, 2007

## Reproduction et cycle de vie
Lorsque les conditions environnementales sont favorables au développement de la population, les femelles se reproduisent par parthénogenèse cyclique. Lorsque le niveau de population s'approche de la limite de capacité du milieu, les femelles changent de mode de reproduction et produisent des petits mâles haploïdes (dont les cellules ne possèdent qu'un seul jeu de chromosomes). Ils fécondent alors des ovules qui se transforment en cystes. Ces "œufs de durée" permettent la perpétuation de la souche pendant les périodes où le milieu n'est pas propice à la vie planctonique. Au retour de conditions favorables, un nouveau cycle débutera par l'éclosion des cystes, d'où sortiront des femelles parthénogénétiques. Les femelles deviennent matures environ un jour après l'éclosion, et elles produisent une vingtaine d'œufs parthénogénétiques au cours de leur vie, qui peut durer entre une semaine à 25 °C et une quinzaine de jours à 15 °C.

## Écologie
B. plicatilis est caractéristique des eaux saumâtres. Les femelles peuvent se reproduire plus ou moins rapidement selon les conditions de milieu, mais elles supportent une large gamme de salinité, entre 2 et 50 g/kg, et de température, entre 10 et 40 °C. L'animal  se nourrit en ingérant indifféremment  des micro-organismes, des algues unicellulaires en particulier, et des particules de taille comprise entre 2 et 15 μm. Bien que moins efficacement, il peut aussi ingérer des éléments de plus petite taille jusqu'à 0,3 μm, comme des bactéries. Son appareil digestif est équipé d'une sorte de gésier, le mastax, qui lui permet de broyer des organismes possédant une paroi cellulaire résistant aux enzymes digestives, par exemple des diatomées.

## Utilisation aquacole et aquariophile
L'ensemble des caractéristiques biologiques de B. plicatilis permet sa production en masse dans les écloseries marines, où il sert d'aliment vivant pour les larves de nombreux poissons, crustacés, ou autres animaux d'intérêt aquacole ou aquariophile,. Pour ce type d'applications, le complexe d'espèces de Brachionus utilisé est généralement désigné par l'embranchement auquel il appartient: les "rotifères". Son alimentation peut être assurée par la culture de microalgues (par exemple du genre Chlorella). La levure de boulanger constitue un aliment d’appoint très utile. Il existe également des préparations commerciales de compléments nutritionnels et d’aliments complets. il est en particulier important de veiller à ce que, grâce à leur alimentation, les rotifères apportent suffisamment d'acides gras longs polyinsaturés, en particulier ceux de la série "oméga-3" (EPA et DHA), qui sont essentiels pour les poissons et crustacés marins. 